# 1997 KW
1997 KW är en asteroid i huvudbältet som upptäcktes den 31 maj 1997 av Beijing Schmidt CCD Asteroid Program vid Xinglong-observatoriet.
Asteroiden har en diameter på ungefär 2 kilometer.